# Életmentő Emlékérem
Az Életmentő Emlékérem Magyarországon a 243/2009. (X. 29.) Korm. rendelet szerint az életmentés során tanúsított hősies magatartás elismerésére 1965-ben alapított kitüntetés, amely annak a természetes személynek adományozható, aki más, életveszélyben lévő személy megmentése érdekében saját életét, testi épségét vagy egészségét közvetlen veszélynek tette ki. Az Emlékérem adományozásával 300 000 forint összegű pénzjutalom jár. Az Emlékérem adományozását nem zárja ki, ha az életveszélybe került, vagy a mentés céljából beavatkozó személy a mentés során, illetve az életveszélyt okozó helyzetben elszenvedett hatások következtében utóbb életét veszti (posztumusz adományozás).

## Története
Az 1018/1965. (VI. 20.) Korm. határozat rendelkezett az Életmentő emlékéremről.

## Leírása
Az Emlékérem 40 mm átmérőjű, 6 mm vastagságú, bronzból készült érem, amelynek felső harmadában Magyarország 13 mm átmérőjű domború címere, alatta 6 mm széles szalagban az „ÉLETMENTÉSÉRT” felirat helyezkedik el. Az Emlékérem alsó részéről felfelé futó, középen kettéágazó babérág látható, amely a szalag alatt a címer oldaláig ér. Az Emlékérem 15 mm széles, 26 mm hosszú nemzeti színűre zománcozott fémszalagon függ.

## Személyek, akinek nem adományozható az Emlékérem
Nem adományozható az Emlékérem annak, 
- a) akinek az életveszély vállalása hivatásbeli kötelezettsége és az életmentés szolgálatteljesítés közben történt;
- b) aki az életveszélyes helyzetet szándékos vagy gondatlan magatartásával maga idézte elő vagy tette súlyosabbá;
- c) aki az életmentés érdekében harmadik személyt életveszélyes helyzetbe sodort;
- d) aki a mentett személy állapotát kihasználva jogellenes vagy a közerkölcsbe ütköző magatartást tanúsított.[5]

## Ajánlás az adományozásra
Az Emlékérem adományozására az életmentés helye szerint illetékes polgármester  írásban tehet ajánlást a fővárosi és megyei kormányhivatal vezetőjének (a továbbiakban: kormánymegbízott) az életmentés napjától számított 3 hónapon belül. A kormányrendeletben meghatározott bármelyik személyek kezdeményezheti az ajánlás megtételét a polgármesternél.